# Герб Путивля
Герб Пути́вля — офіційний символ Путивля, затверджений рішенням сесії міської Ради від 20 червня 2003 року. Автором сучасного герба є Андрій Гречило.

## Опис
У червоному полі стоїть давньоруський воїн у срібно-золотому вбранні, в правій руці тримає спис, у лівій — синій щит із золотою окантовкою і знаком Ольговичів, по сторонах воїна — дві золоті башти давньоруського міста з відкритими воротами.
Червоний колір означає старовинні бойові традиції, а жовтий вказує, що Путивль є центром аграрного району.

## З історії

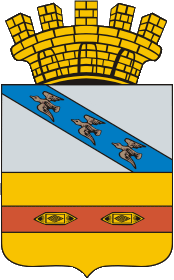
Герб часів Російської Імперії (1854)

Герб Путивля був присутній вже у 1730 році, як герб полку російської армії.
У 1780 році місто мало офіційно затверджений перший герб: Щит перетятий покладеним в пояс червоним сукном з червоно-чорними пругами і двома золотими човниками з червоними цівками; горішня частина срібна, долішня — золота. Червоне сукно з двома цівками символізує Путивльську суконну фабрику.
27 серпня 1854 року Путивль отримав свій другий герб російського періоду, який показує приналежність міста до Імперії, бо мав у верхній частині перетятого щита зображений Курського герба.

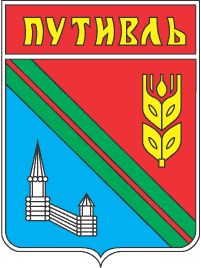
Герб радянських часів

У 1860 році Борис Кене розробив проект нового герба міста, проте він затвердження не отримав.
За радянських часів герб Путивля докорінно не змінився, а лише підкреслював та символізував видатну роль міста в другій світовій війні. Герб був затверджений 29 вересня 1982 року рішенням міської ради.